# Nancy McLeón
Nancy McLeón (Nancy McLeón Ferrer; * 1. Mai 1971 in Banes) ist eine ehemalige kubanische Sprinterin.
Bei den Zentralamerika- und Karibikspielen 1990 gewann sie Bronze über 400 Meter.
1991 wurde sie bei den Panamerikanischen Spielen in Havanna Achte über 400 Meter und gewann Silber in der 4-mal-400-Meter-Staffel. Bei den Weltmeisterschaften in Tokio schied sie über 400 Meter im Viertelfinale aus.
Bei den Olympischen Spielen 1992 in Barcelona wurde sie mit der kubanischen 4-mal-400-Meter-Stafette im Vorlauf disqualifiziert.
1993 holte sie bei den Zentralamerika- und Karibikspielen erneut Bronze über 400 Meter. Beim Weltcup 1994 in London kam sie mit der amerikanischen 4-mal-400-Meter-Stafette auf den dritten Platz.
1995 gewann sie bei den Panamerikanischen Spielen in Mar del Plata Silber über 400 Meter und Gold in der 4-mal-400-Meter-Staffel. Bei den Leichtathletik-Zentralamerika- und Karibikmeisterschaften siegte sie über 200 Meter, und bei den Weltmeisterschaften in Göteborg erreichte sie über 400 Meter das Halbfinale und wurde mit der kubanischen 4-mal-400-Meter-Stafette Siebte.

## Persönliche Bestzeiten
- 200 m: 22,97 s, 16. Juli 1995, Guatemala-Stadt
- 400 m: 51,00 s, 6. September 1994, Madrid